# Luís Augusto Vinhaes
Luís Augusto Vinhaes (Rio de Janeiro, 10 de dezembro de 1896 — Rio de Janeiro, 3 de abril de 1960) foi um treinador de futebol brasileiro, diretor técnico da Seleção Brasileira de Futebol na Copa do Mundo de 1934, realizada na Itália. Vinhaes, como era conhecido, foi também juiz de futebol, e criou e presidiu o então Conselho de Árbitros de Futebol. Foi campeão da Copa Rio Branco de 1932, torneio disputado entre as seleções de Brasil e Uruguai, entre 1931 e 1976.

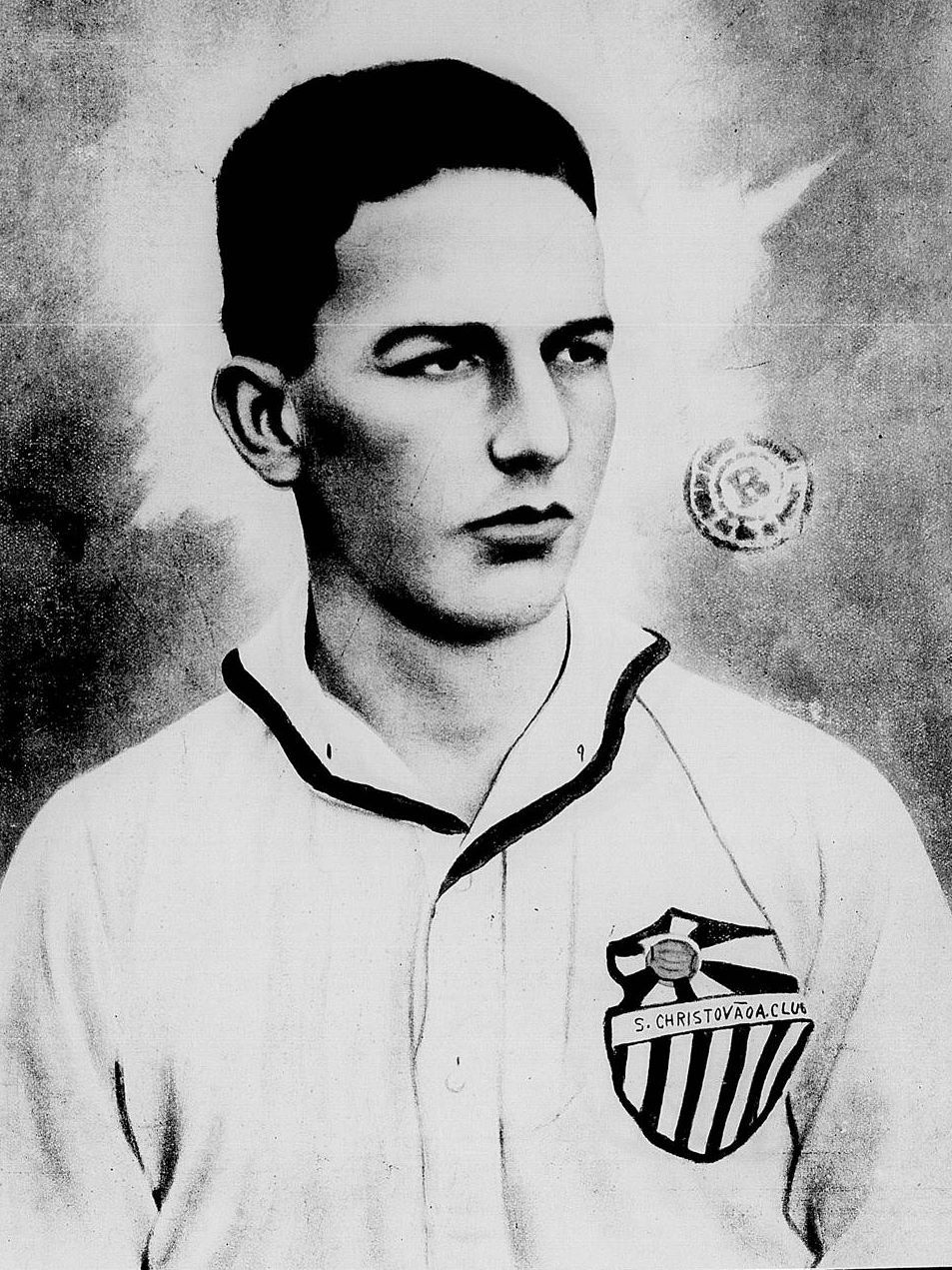
Luiz Vinhaes como jogador do São Cristóvão AC (1920)

Para sua segunda Copa do Mundo, o técnico Luís Vinhaes fez o que pôde com os poucos atletas disponíveis, pois a Confederação Brasileira de Desportos — autoridade máxima do futebol no Brasil na época — era uma entidade oficialmente amadora, e não podia convocar jogadores profissionais que não eram filiados a ela. Algumas pessoas preferem culpar a falta de jogadores às desavenças entre paulistas e cariocas, já que a base da seleção era a equipe do Botafogo, único grande time filiado à CBD, e que exercia grande influência na entidade. Mesmo assim, a CBD contratou oito jogadores profissionais para compor o elenco de 17 atletas que disputariam a Copa.
Como treinador de clubes, foi campeão carioca pelo São Cristóvão, em 1926, e pelo Bangu, em 1933 (o primeiro Campeonato Carioca profissional), e por vários anos foi treinador do Fluminense.

## Títulos
São Cristóvão
- Campeonato Carioca: 1926

Bangu
- Campeonato Carioca: 1933

Seleção do Rio de Janeiro
- Campeonato Brasileiro de Seleções Estaduais: 1943, 1944, 1946

Seleção Brasileira
- x  Copa Rio Branco: 1932

Seleção Brasileira Sub-20
- Campeonato Sul-Americano Sub-20: 1949[carece de fontes?]